# 더 이상 참을 수 없어
《더 이상 참을 수 없어》(영어: Can't Hardly Wait)는 미국에서 제작된 데버라 캐플런와 해리 엘폰트 감독의 1998년 청춘 로맨틱 코미디 영화이다. 이선 엠브리, 찰리 코스모, 로런 앰브로즈, 피터 패치넬리, 세스 그린, 제니퍼 러브 휴잇 등이 앙상블 캐스트로 출연하였고, 제노 토핑 등이 제작에 참여하였다.

## 출연
- 이선 엠브리
- 제니퍼 러브 휴잇
- 로런 앰브로즈
- 피터 패치넬리
- 세스 그린
- 찰리 코스모
- 로버트 제인
- 제이 폴슨
- 크리스 오언
- 제이슨 시걸
- 클리아 듀발
- 제이미 프레슬리
- 태멀라 존스
- 섀넌 로
- 숀 패트릭 토머스
- 프레디 로드리게스
- 에릭 팰러디노
- 도널드 페이존
- 페이지 모스
- 에릭 밸포
- 셀마 블레어
- 세라 루
- 니콜 빌더백
- 레슬리 그로스먼
- 매리솔 니컬스

크레디트 미기재
- 제나 엘프먼
- 제리 오코널
- 멀리사 조앤 하트
- 브레킨 마이어
- 앰버 벤슨
- 제니퍼 엘리스 콕스

## 기타 제작진
- 공동 제작: 캐런 코크
- 협력 제작: 리처드 그레이브스
- 배역: 앤 매카시, 메리 버뉴
- 미술: 마샤 하인즈
- 의상: 마크 브리지스